# Loris Francesco Capovilla
Loris Francesco Capovilla (Pontelogno, 14. listopada 1915. – Bergamo, 26. svibnja 2016.), kardinal Rimokatoličke Crkve i talijanski naslovni nadbiskup Mesembrije.

## Životopis
Loris Capovilla rodio se u Pontelongu 1915. godine kao sin Rodolfa Capoville i Letizije, rođ. Callegaro. Kada mu je bilo samo sedam godina umro mu je otac. Godine 1929. s majkom i sestrom Liom sele se u Mestru, kod Venecije. Nakon osnovnog obrazovanja odlazi u sjemenište u Veneciji - Seminario Patriarcale di Venezia, gdje je 23. svibnja 1940. godine zaređen za svećenika. Bio je glavni ceremonijal u Bazilici Sv. Marka, a služio je i kao katehist u srednjim školama. Tijekom Drugog svjetskog rata Capovilla je služio u vojnom zrakoplovstvu, a kasnije je postao propovjednik na Radio Veneciji od 1945. do 1953. godine. Godine 1949. postao je ravnatelj biskupijskog tjednika La Voce di San Marco. Kada je novim venecijanskim patrijarhom postao kardinal Angelo Giuseppe Roncalli, Capovila postaje njegovim tajnikom. Nakon što je Kardinal Roncalli 1958. godine izabran za papu, kao Ivan XXIII., imenuje Capovillu papinskim tajnikom. Ostao je Papin najbliži suradnik sve do njegove smrti 1963. godine. Novi papa Pavao VI. postavio ga je za papinskog ceremonijala. Godine 1967. papa Pavao VI. imenuje ga biskupom Chietia, a 1971. prelatom-biskupom svetišta Loreto, gdje je ostao do umirovljenja 1988. godine. Ostatak života Loris Capovilla proveo je u Bergamu gdje je čuvao i promicao uspomenu na papu Ivana XXIII. Dugi niz godina nadbiskup Capovilla bio je jedini živući svjedok pokretanja Drugog Vatikanskog koncila, kao najbliži papin suradnik i osoba koja je uz papu jedina bila upoznata s papinim namjerama i promišljanjima. Zbog svih zasluga papa Franjo ga je imenovao kardinalom 22. veljače 2014. godine u dobi od 98 godina. U trenutku svoje smrti 26. svibnja 2016. godine Loris Capovilla je bio najstariji kardinal Katoličke Crkve.

## Vanjske poveznice
papalartifacts.com